# Хольцаппель
Хольцаппель (нем. Holzappel) — община в Германии, в земле Рейнланд-Пфальц. 
Входит в состав района Рейн-Лан. Подчиняется управлению Диц.  Население составляет 1099 человек (на 31 декабря 2010 года). Занимает площадь 2,73 км².